# Playa de Toralla
La Playa de Toralla es una de las playas que pertenecen a la ciudad de Vigo, está situada en la Isla de Toralla, en la parroquia de San Miguel de Oya. Tiene 200 metros de largo por 20 metros de ancho.

## Características
Playa de la isla privada de Toralla, dividida en dos sectores por el puente de acceso a la misma, la cual ha sido urbanizada en los años sesenta del pasado siglo, contando con un gran rascacielos de gran impacto visual, además de urbanizaciones privadas. El paso a la isla está prohibido a los no residentes e interceptado por un guardia. Bello arenal enfrentado a la gran Playa del Vao, con cristalinas aguas y doradas arenas.

## Servicios
Cuenta con servicio de limpieza.

## Accesos
Acceso peatonal muy fácil a través del puente que une tierra firme con la isla de Toralla. Dispone de rampas de acceso.

## Otros
Posibilidad de llevar mascota entre las 8 de la tarde y las 8 de la mañana. Bajo las urbanizaciones existe constancia de la existencia de varios yacimientos arqueológicos. Camping en Canido.